# Sue Myrick
Sue Wilkins Myrick (née le 1er août 1941) est l'ancienne représentante des États-Unis pour le neuvième district congressionnel de Caroline du Nord de 1995 à 2013. Elle est membre du Parti républicain. Elle est la première femme républicaine à représenter la Caroline du Nord au Congrès. Elle quitte le Congrès en janvier 2013 et elle est remplacée par Robert Pittenger. Son fils, Dan Forest est le 34e lieutenant-gouverneur de Caroline du Nord.

## Enfance, éducation et début de carrière
Sue est née en 1941 à Tiffin, Ohio. Elle est diplômée de l'école secondaire de Port Clinton, dans le comté d'Ottawa, en Ohio. Elle fréquente l'université d'Heidelberg à Tiffin, dans le comté de Seneca, dans l'Ohio entre 1959 et 1960. Avant de se lancer dans les relations publiques et la publicité, elle est enseignante à l'école du dimanche. Elle est l'ancienne présidente de Myrick Advertising and Public Relations et de Myrick Entreprises.

## Politique de la ville de Charlotte
Sue brigue un siège au conseil municipal de Charlotte sans succès en 1981. En 1983, elle est élue à un district At-Large du conseil municipal et sert jusqu'en 1985. En 1987, elle est élue première femme maire de la ville de Charlotte, en Caroline du Nord. En 1989, alors que Sue Myrick est candidate à la réélection à la mairie de Charlotte, elle avoue avoir eu une relation avec son mari en 1973 alors qu'il était encore marié à son ex-femme. Ces déclarations ne l'empêchent pas de remporter l'élection.